# Kelly (cantante)
Kelly, pseudonimo di Maria Antonietta Giocoli (Potenza, 11 giugno 1933 – Napoli, 21 aprile 1999), è stata una cantante italiana.

## Biografia
Debutta come corista di un complessino jazz e, nel 1956, firmando un contratto per l'etichetta discografica CGD incide i brani "Me piace sta vucchella" e "Quanno me parlano 'e te".
Nel 1959 passa all'etichetta napoletana Phonotype per l'incisione di vari 45 giri tratti dal repertorio del Festival di Napoli e Sanremo.
Nel 1961 partecipa al Maggio Canoro Napoletano dove ottiene grandi consensi per l'interpretazione del motivo slow "Tramonto a Napoli".
Nel 1964 prende parte al 12º Festival di Napoli dove interpreta, in abbinamento con Michele Accidenti, il brano "Cchiù luntano d''a luna".
L'anno seguente, dopo la partecipazione alla Barca D'Oro organizzata dal mensile "L'Eco della Ribalta", orienta la sua attività oltre confine, soprattutto nel continente Nord Americano.
Alla fine del decennio si sposta in Svizzera dove, come ospite fissa di uno spettacolo televisivo, propone un repertorio misto tra antiche ballate napoletane e classici del jazz.
Nel 1970 prende parte alla Piedigrottissima con il brano "'A canzone d' 'a felicità", tratto dal repertorio di Ernesto Murolo. Alla stessa rassegna partecipa l'anno seguente e nel 1972.
Nel 1974 entra nel cast del programma televisivo "La Napoli di Raffaele Viviani", con Marina Pagano. Sempre in TV partecipa, inoltre, agli spettacoli "Canzoni alla finestra" e "Concerto per Napoli".
Nella seconda metà degli anni settanta interpreta classici napoletani e musica jazz nei night e piccoli club della penisola; in seguito il registro si affina sempre di più includendo anche blues, repertorio gershwiniano e crooner, grazie anche alla collaborazione dell'artista con il gruppo di Romano Mussolini.
La cantante muore a Napoli il 21 aprile 1999.

## Discografia

### Singoli
- 1964 – Cchiù luntano d''a luna/Good by Napoli (Carfor, CF 1009)
- 1971 – 'O fummo d''o Vesuvio/Fanciulla dei sogni (Elyphon, GLE 01072)
- 1971 – Te ne si ghiute/Alla luna (Elyphon, GLE 01080)
- 1975 – 'A libertà/Freedom ('A libertà) (Zeus, BC 5037)